# IC 5040
IC 5040 — галактика типу Sd () у сузір'ї Октант.
Цей об'єкт міститься в оригінальній редакції індексного каталогу.